# 计算机系统结构

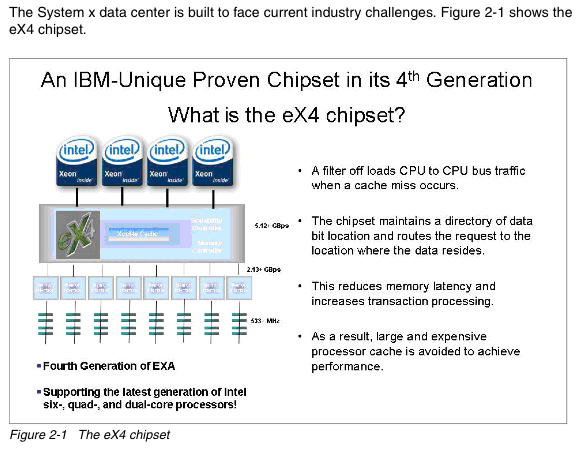
Xeon的Enterprise X4 architecture系统结构範例

計算機系統結構（computer architecture、電腦系统架構），抽象来說計算機系统架構是一个系统在其所处环境中最高层次的概念；它确定一台電腦硬體和軟體之间的連結。具體地說電腦系统架構'指的是電腦系統設計的觀念與架構，描述電腦在實做的設計原则。它确定一部電腦的：
- 部件
- 部件功能
- 部件间接口

並且電腦系统架構著重於「負責了計算機架構的中心功能：計算」的中央處理器（CPU）內部的執行動作與記憶體的存取。
注意，不要与处理器领域的微体系结构/微架構（Microarchitecture）相混淆。

## 实例
以常见的冯·诺伊曼计算机的设计为例，体系结构设计包括了：
- 指令集架構（Instruction set architecture；簡稱ISA）：被視為一種機器語言，包含了許多相關的指令集（記憶體定址、處理器控制，暫存器控制等等……）。
- 微体系结构/微架構（Microarchitecture）或稱電腦組織（Computer organization）：是更詳細的敘述系統內部各元素如何進行合作與溝通。
- 数据表示，即硬件能直接识别和处理的数据类型和数据格式；
- 寻址方式，包括最小寻址单位和地址运算等；
- 寄存器定义，包括操作数寄存器、变址寄存器、控制寄存器等的定义、数量和使用方式；
- 指令系统，包括机器指令的操作类型和格式、指令间的排序和控制机制等；
- 异常机制，包括中断、NMI和内部异常等；
- 机器工作状态的定义和切换，如管态和目态等；
- 输入输出结构，包括处理机、存储器与输入输出设备之间的连接方式、数据传送方式、数据流量、以及数据交换过程的控制等；